# Grande Rito
Il Grande Rito è uno dei rituali principali e ricorrenti della religione wicca. È un rituale di tipo ierogamico, ovvero che simboleggia l'unione o sizigia (congiunzione) tra due divinità attraverso l'unione sessuale tra un uomo e una donna, vista come un atto sacro di misticismo.
Nella maggior parte dei casi il Grande Rito è celebrato in forma simbolica, attraverso l'uso degli oggetti rituali dell'athame e del calice, che sono tra i principali strumenti rituali wiccan, a rappresentazione simbolica degli organi genitali umani. In casi estremamente rari, è celebrato in forma effettiva e comporta l'unione sessuale tra i sacerdoti.
Originariamente la celebrazione in forma effettiva avveniva soprattutto nella tradizione originaria della wicca, quella gardneriana, che discende direttamente dagli scritti di Gerald Gardner, fondatore della religione wiccan. Le modalità e i periodi dell'anno della pratica del Grande Rito variano nella wicca secondo la tradizione e la coven. 

## Significato
Il Grande Rito celebrato in forma simbolica prevede che una sacerdotessa emuli una penetrazione, immergendo la lama rituale o athame nel calice, tenuto in mano da un sacerdote. Il coltello e la coppa sono simbolo rispettivamente del pene e della vagina. Il Grande Rito compiuto in forma effettiva comporta l'unione fisica completa tra il sacerdote e la sacerdotessa: è quasi sempre celebrato in privato, tra sacerdoti coniugi o comunque all'interno di coppie consolidate. Tale forma può essere preferita durante i festeggiamenti delle ricorrenze wiccan più importanti, quali Beltane, Samhain e Yule; è previsto nel rito dell''handfasting, ovvero il matrimonio wiccan, tra gli sposi dopo la legatura delle mani. 
La wicca è una religione che celebra la natura, la nascita e il fiorire della vita, e la fertilità. I rituali ierogamici sono considerati fondamentali, perché l'unione fisica, mentale, spirituale e astrale di una donna e di un uomo è vista come emulazione dell'unione dei due principi cosmici ancestrali, la Dea e il Dio, dalla cui eterna complementarità e interazione si genera l'esistente.
In uno dei testi fondamentali della wicca, l'Incarico della Dea, scritto da Doreen Valiente, si legge:
(Da Incarico della Dea)